# 慶北毎日新聞
慶北毎日新聞（경북매일신문、キョンプクメイルシンムン）は慶尚北道浦項市に本社を置く新聞社である。
創刊は1990年と比較的新しく、大邱市に支局を持つ。
発行形態としては週5日刊で、土日は休刊である。金曜日には24ページの特別号が出ている。